# 陈难先
陈难先（1937年10月30日—），男，祖籍浙江杭州，生于上海，中国物理学家，中国科学院院士。曾任中国民主促进会中央委员会中央副主席、北京市政协副主席、全国政协常委、全国人大常委等职。

## 生平
陈难先于1962年毕业于北京大学物理系。此后长期任教于北京钢铁学院。1980年起前往美国宾夕法尼亚大学留学，1984年获电气工程与科学博士学位。回国后担任北京科技大学教授，并曾任应用物理所所长。1994年出任北京科技大学副校长。1997年当选中国科学院数学物理学部院士。1998年3月，第九届全国人大第一次会议上，他当选为全国人民代表大会常务委员会委员。2001年起任教于清华大学。
2001年4月，他被选为民进北京市委主委。

## 家族
陳難先的曾祖父是清代政治人物、書畫家及詩人陳豪。祖父為陳敬第，字叔通，光緒二十九年（1903年）癸卯科殿試進士，近代中國政治人物、實業家、學者及畫家，辛亥革命後以字行，中華人民共和國成立後曾任中央人民政府委員會委員等職。